# Liocichla phoenicea
Charlatão-de-faces-vermelhas ou rouxinol-avermelhado (Liocichla phoenicea) é uma espécie de ave da família Leiothrichidae.
Pode ser encontrada nos seguintes países: Bangladesh, Butão, China, Índia, Laos, Myanmar, Nepal, Tailândia e Vietname.
Os seus habitats naturais são: regiões subtropicais ou tropicais húmidas de alta altitude.